# Saint-Angel (Allier)
Saint-Angel is een gemeente in het Franse departement Allier (regio Auvergne-Rhône-Alpes) en telt 725 inwoners (2004). De plaats maakt deel uit van het arrondissement Montluçon.

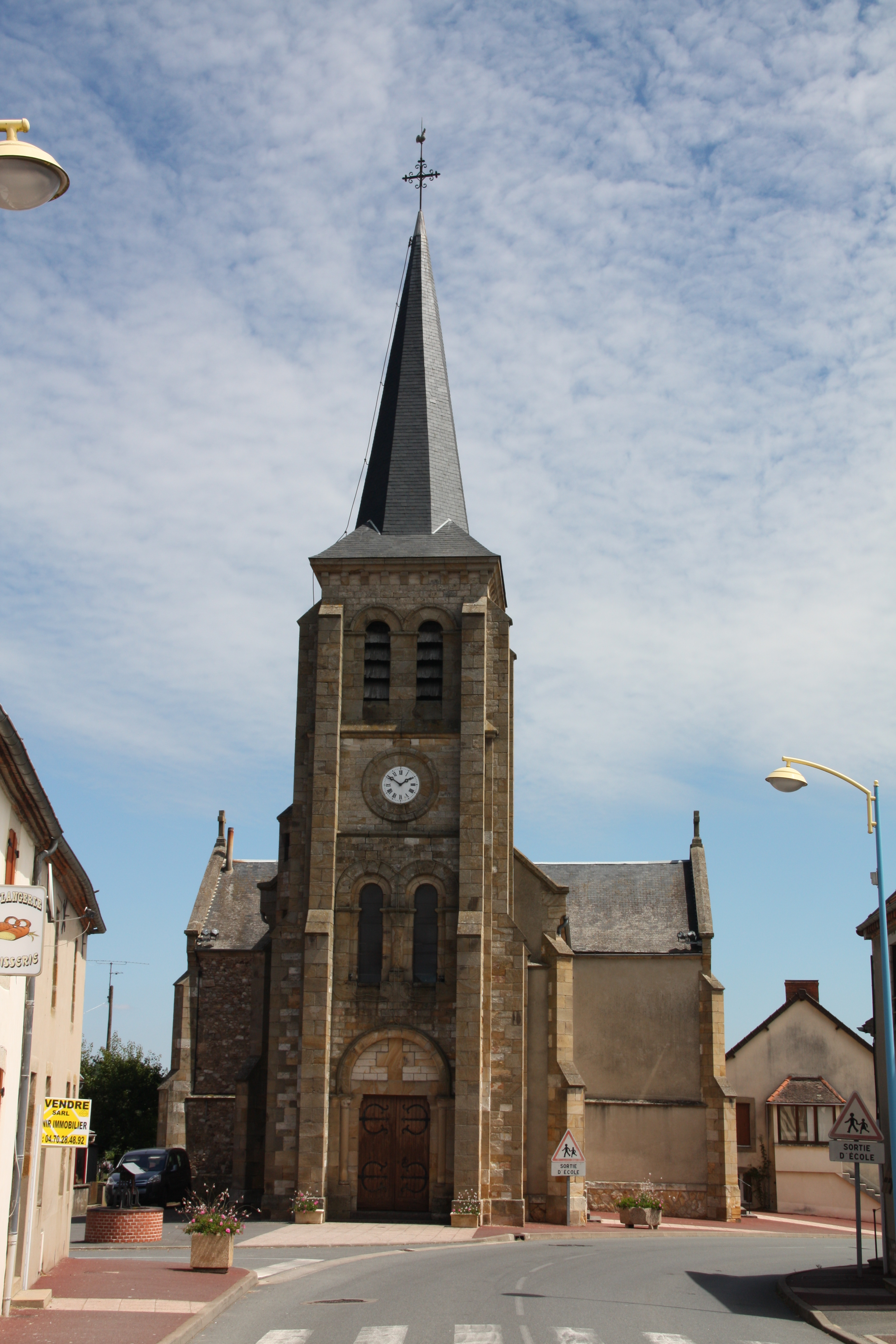
Église Saint-Michel de Saint-Angel

## Geografie
De oppervlakte van Saint-Angel bedraagt 25,2 km², de bevolkingsdichtheid is 28,8 inwoners per km².
De onderstaande kaart toont de ligging van Saint-Angel (Allier) met de belangrijkste infrastructuur en aangrenzende gemeenten.

## Demografie
Onderstaande figuur toont het verloop van het inwonertal (bron: INSEE-tellingen).
Vanwege een beveiligingsprobleem met de MediaWiki Graph-software is het momenteel niet mogelijk deze grafiek weer te geven. Zodra de software is bijgewerkt zal de grafiek vanzelf weer zichtbaar worden.